# Henk Ottens
Hendrik Frits Lucas (Henk) Ottens (1945) is een Nederlands sociaal geograaf en emeritus-hoogleraar sociale geografie aan de faculteit der ruimtelijke wetenschappen aan de Universiteit Utrecht.
Ottens promoveerde in 1989 aan de Universiteit Utrecht met het proefschrift "Verstedelijking en stadsontwikkeling: een geografische analyse van aktuele problemen, tendensen en beleidsoverwegingen". In 1993 is hij benoemd tot hoogleraar sociale geografie aan de Universiteit Utrecht met een specialisatie op het gebied van geografische informatieverwerking. Sinds 2007 is hij met emeritaat.
Ottens is verder betrokken geweest bij de onderzoekschool NETHUR. Hij is geruime tijd werkzaam voor de Nederlandse Organisatie voor Wetenschappelijk Onderzoek (NWO) en was van 2007 tot 2012 vertegenwoordiger namens NWO in de Raad van Toezicht van het Nicis Institute.
In november 2009 werd Ottens tijdens een extra algemene ledenvergadering benoemd tot voorzitter van het Koninklijk Nederlands Aardrijkskundig Genootschap. Zijn benoeming gaat in op 1 januari 2010.

## Publicaties
Ottens heeft verschillende boeken gepubliceerd, voornamelijk op het terrein van de stadsgeografie, regionale planning en ruimtelijke ordening. Een selectie:
- 1969. Arbeid in beweging: een ekonomisch-geografische analyse van de plaats van Hoogovens op de Nederlandse arbeidsmarkt 1960-1968. Met L.J. Poyck.
- 1973. Wonen en werken in en om het groene hart : een beschrijvende atlas. Samengesteld met J.A. van Ginkel.
- 1976. Het groene hart binnen de Randstad : een beeld van de suburbanisatie in West-Nederland.
- 1989. Verstedelijking en stadsontwikkeling : een geografische analyse van aktuele problemen, tendensen en beleidsoverwegingen. Proefschrift Utrecht
- 1997. Geografische Informatie Systemen in ruimtelijk onderzoek. Met Paul Hendriks (Red.).
- 2002. Strijd om de stad : sociale en economische integratie in de stedelijke samenleving. Met Sako Musterd (red.).

- Bibliothèque nationale de France: cb150817073 (data)
- International Standard Name Identifier: 0000 0001 0948 0192
- Library of Congress Control Number: n83227140
- NARCIS: PRS1237364
- Nationale Bibliotheek van Israël: 987007318871605171
- Nederlandse Thesaurus van Auteursnamen: 069321051
- Système universitaire de documentation: 158545982
- Virtual International Authority File: 1397016
- WorldCat: E39PBJghr8gxVFYdDfYTfxHBfq